# Obręb Leśny Szydłowiec
Obręb leśny Szydłowiec – jednostka organizacyjna lasów Państwowych podległa Regionalnej Dyrekcji Lasów Państwowych w Radomiu, część Nadleśnictwa Skarżysko.
Powierzchnia obrębu wynosi 5577 ha. Obejmuje ona lasy położone na południe od Szydłowca, w powiatach: szydłowieckim, skarżyskim i starachowickim.
Obręb leśny Szydłowiec administracyjnie podzielony jest na cztery leśnictwa i jedno gospodarstwo szkółkarskie.
- Leśnictwo Kierz Niedźwiedzi
- Leśnictwo Trębowiec
- Leśnictwo Sadek
- Leśnictwo Budki
- Gospodarstwo szkółkarskie

Zgodnie z podziałem przyrodniczo–leśnym lasy obrębu położone są w VI Krainie Małopolskiej, w dwóch dzielnicach:
- Gór Świętokrzyskich – mezoregion Puszczy Świętokrzyskiej
- Radomsko – Iłżeckiej – mezoregion Przedgórza Iłżeckiego